# Studierendenhaus Mertonstraße

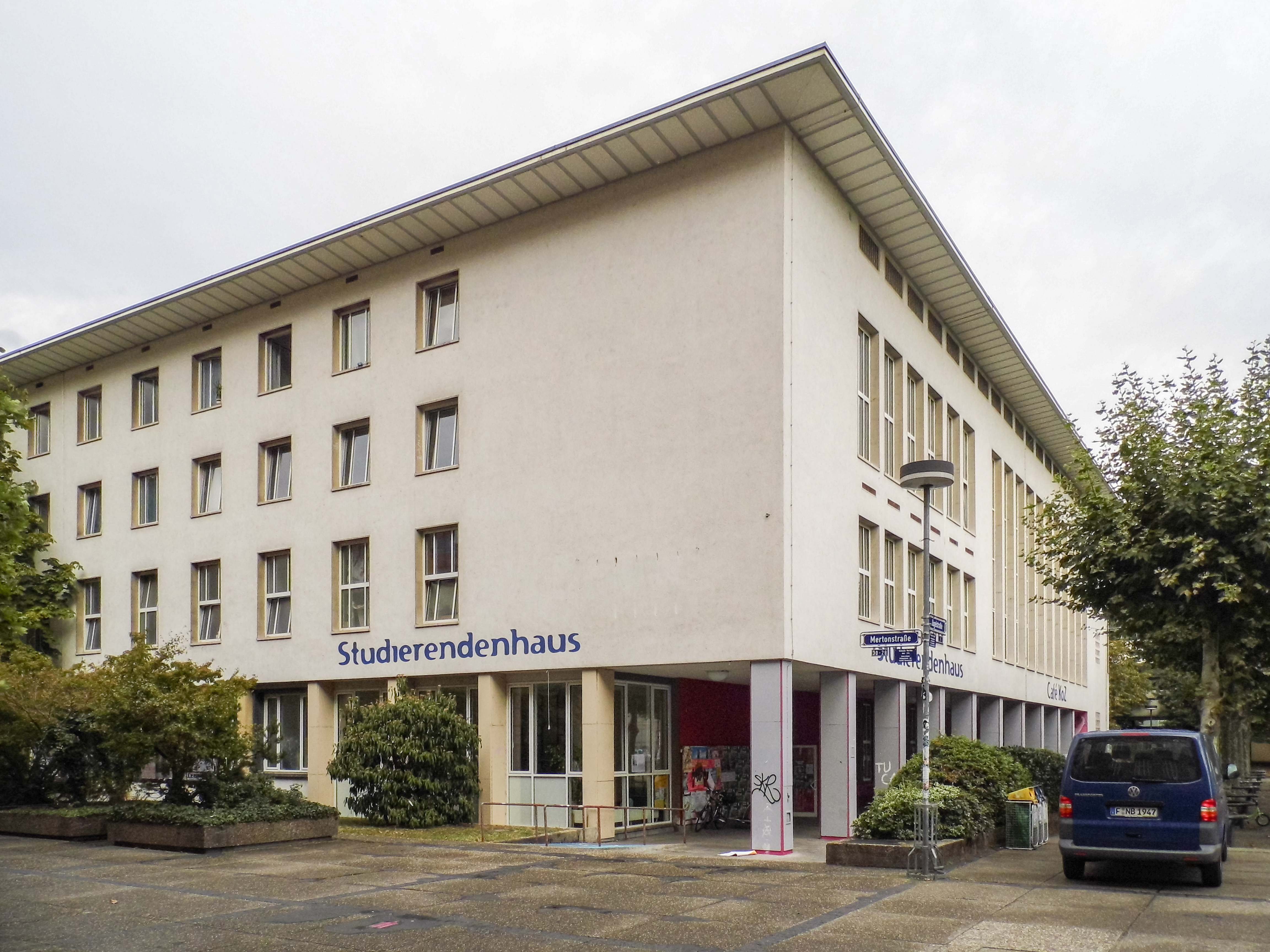
Südöstliche Ecke des Gebäudes, im Vordergrund die Mertonstraße

Das Studierendenhaus in Frankfurt am Main ist ein Universitätsgebäude der Johann Wolfgang Goethe-Universität auf dem Campus Bockenheim und dient studentischen Nutzungen. Das Haus im Stadtteil Westend wurde 1953 fertiggestellt und steht seit 2000 unter Denkmalschutz. Es ist Sitz des AStAs der Universität.

## Standort und Nutzung
Das Haus steht am nördlichen Rand der Mertonstraße, die zwischen Senckenberganlage im Osten und Gräfstraße im Westen als Fußgängerzone über den Campus verläuft. Unmittelbar gegenüber, am südlichen Straßenrand steht das Jügelhaus, historisches Hauptgebäude der Universität.
Das Studierendenhaus ist dreiflügelig und drei- bis viergeschossig um einen Innenhof angelegt. Das Erdgeschoss wird vom Café KoZ, für Büros der Studierendenschaft und seit 1971 von einer Kindertagesstätte genutzt, zu der ein Kinderspielplatz im Innenhof gehört. Die Obergeschosse beherbergen einen zweistöckigen Festsaal für Veranstaltungen wie zum Beispiel Vorführungen des Unikinos Pupille sowie eine ökumenische Kapelle, in der häufig Konzerte stattfinden. Darüber hinaus befinden sich mehrere Büroräume sowie Wohnungen für Studierende im Gebäude.

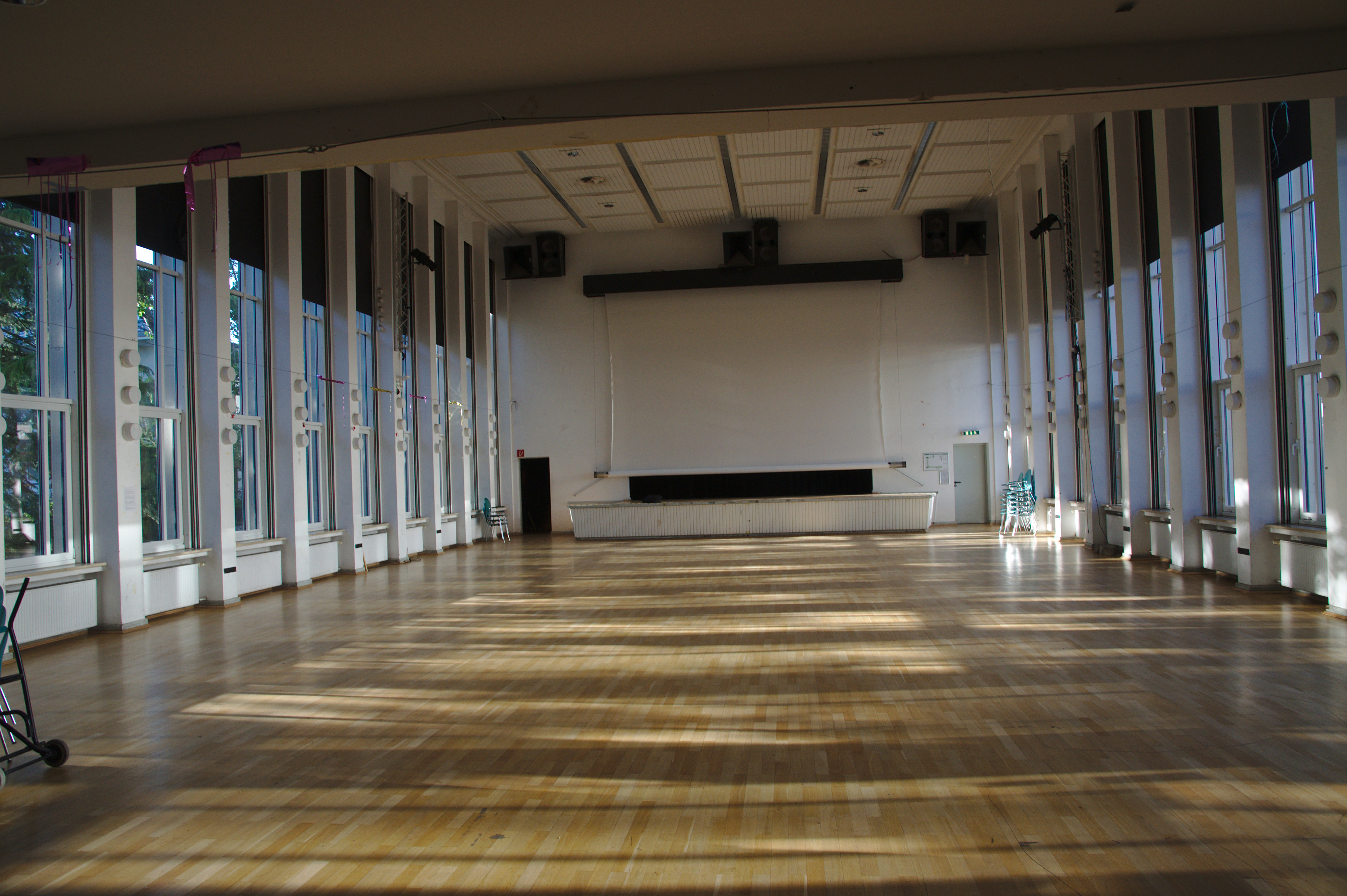
Saal im Studierendenhaus

## Geschichte
Nach den Zerstörungen aus dem Zweiten Weltkrieg stand keines der vormals sieben Frankfurter Studentenhäuser mehr zur Verfügung. Daher wurde unter anderem von Bundespräsident Theodor Heuss angeregt, neue Studentenhäuser zu bauen. Gleichzeitig war das Ziel, nicht nur Wohnraum, sondern auch Räume für kulturellen und sozialen Austausch zu schaffen. Mit Planung und Entwurf wurde der Architekt Otto Apel beauftragt. Der Bau wurde von der Stadt Frankfurt und dem Land Hessen sowie einer Spende der Amerikanischen Hochschulkommission finanziert, und im Jahr 1953 wurde das Haus durch den damaligen Universitätsrektor Max Horkheimer eingeweiht. Anlässlich der Eröffnung sprachen neben Horkheimer auch Bundespräsident Heuss, der hessische Ministerpräsident Georg-August Zinn, der Frankfurter Oberbürgermeister Walter Kolb sowie weitere Persönlichkeiten des Zeitgeschehens. Etwa 1995 wurde das Gebäude renoviert.
Heute sind im Studierendenhaus eine Kindertagesstätte sowie ein Wohnheim untergebracht, der Hintereingang des Hauses führt zu den Wohnungen für Studenten. Der AStA betreibt das Café KoZ und vergibt Räumlichkeiten an verschiedene studentische Gruppen und Initiativen.

### Denkmalschutz
Das Gebäude wurde 2000 vom Landesamt für Denkmalpflege Hessen aufgrund des Denkmalschutzgesetzes als Baudenkmal eingestuft. Die Begründung lautet:
„Das Studentenhaus steht geschichtlich für den frühen Frankfurter Wiederaufbau, als die Studentenschaft nicht nur sozial, sondern ebenso kulturell – und somit auch kirchlich – versorgt werden sollte. Nutzungsgeschichtlich bildet die Kapelle eines der seltenen erhaltenen Zeugnisse eines frühen ökumenischen Gottesdienstraums in flexibler Nutzung. Apel bezog die Kapelle organisch ins Studentenhaus ein, um sie zugleich künstlerisch als besonderes Bauglied auszuzeichnen.“

## Neuere Entwicklungen
Im Zuge der Verlagerung der Einrichtungen des Campus Bockenheim auf den Campus Westend wird auch der AStA der Goethe-Universität seinen Sitz in den kommenden Jahren dorthin verlegen. Aus einem Bürgerbeteiligungsprozess ging die Initiative Offenes Haus der Kulturen hervor, die im Studierendenhaus am Campus Bockenheim ein selbstverwaltetes sozio-kulturelles Zentrum eröffnen möchte.
Das Gebäude wurde 2011 von der städtischen Wohnungs- und Immobiliengesellschaft ABG Frankfurt Holding gekauft, der Besitz wird nach Aufgabe der Liegenschaft durch die Universität an die ABG übergehen. Vor 2013 wurde auch der Abriss des Gebäudes diskutiert.